# Distrito de Kalahandi
Kalahandi (en oriya: କଳାହାଣ୍ଡି ଜିଲା) es un distrito de la India en el estado de Orissa. Código ISO: IN.OR.KL.
Comprende una superficie de 8197 km².
El centro administrativo es la ciudad de Bhawanipatna.

## Demografía
Según censo 2011 contaba con una población total de 1573054 habitantes, de los cuales 787 875 eran mujeres y 785 179 varones.